# Return to Forever (Scorpions-Album)
Return to Forever ist das 19. Studioalbum der deutschen Hard-Rock-Band Scorpions.

## Entstehung
Eigentlich hatte die Band 2010 ihren Rücktritt mit einer drei Jahre andauernden Farewell-Tour angekündigt. Seit dem angekündigten Ende der Band wurden allerdings noch die Alben Comeblack mit Neuaufnahmen von
Bandklassikern und Coverversionen und MTV Unplugged – in Athens veröffentlicht. 2013 wurde der Rücktritt vom Rücktritt bekannt gegeben.
Anlässlich ihres 50-jährigen Jubiläums brachte die Band aus Hannover ihr 18. Studioalbum auf den Markt. Produziert wurde, wie bereits das Voralbum Sting in the Tail, das Album von dem schwedischen Duo Mikael Nord Anderson und Martin Hansen. Es enthält in der Standard Edition 12 und in der Deluxe Edition 16 Scorpions-typische, gitarrenbetonte Hardrock-Stücke, die sich mit Rock-Balladen abwechseln. Als Single wurde die Rocknummer We built this house ausgekoppelt.

## Inhalt und Musik
Die folgenden Informationen sind Auszüge des Track-By-Track Interview (aus DVD 1 Live in Brooklyn der Tour Edition) mit Rudolf Schenker, Klaus Meine und Matthias Jabs:
Lieder aus der Standard Edition und Vinyl Edition und darauf aufbauenden Editionen:
- Going Out with a Bang ist ein mit Scorpions-untypischen Blues-Elementen ausgestatteter Eröffnungssong, der laut Klaus Meine inhaltlich „dokumentiert, dass die Band in den Jahrzehnten immer wieder gekommen ist und all die Rückschläge auch verkraftet hat.“
- We Built This House bezeichnet Gitarrist Rudolf Schenker als seinen Lieblingssong auf diesem Album. Der Song ist laut Meine einerseits als Liebesgeschichte zu verstehen, steht andererseits jedoch auch für die Band selbst. Das „Haus, das noch steht und in dem jeder Raum seine eigene Charakteristik hat“ wurde von der Gruppe selbst „Stein für Stein“ gebaut, und hat schließlich in den fünfzig Jahren „allem Sturm standgehalten.“
- Rock My Car ist ein vergleichsweise einfach gehaltener Rocksong, der bereits Mitte der 1980er-Jahre entstanden ist. Das Lied beschreibt das Gasgeben mit dem Auto auf der Autobahn und soll laut Meine, Schenker und Jabs vor allem den Spaß am schnellen Autofahren symbolisieren.
- House of Cards, in dem es um den Gefühlswandel von Liebe zu Hass geht, wurde ursprünglich 1998 oder 1999 von Schenker komponiert, während Meine später den Text dazu geschrieben hatte. Jabs bezeichnet das Lied als seine Lieblingsballade auf Return to Forever.
- All for One bezeichnet Meine als „Lobgesang auf die Freundschaft“ und steht somit für die Band, die nicht nur aus Musikern, sondern aus „Freunden“ besteht.
- Rock ’n’ Roll Band entstand mit einem anderen Text bereits in den 1980er-Jahren. Das Lied wurde ursprünglich schon als „elektrische Version“ komponiert, feierte seine (Live-)Premiere allerdings 2013 zunächst als Akustikversion bei MTV Unplugged und wurde laut Klaus Meine vom Publikum „gleich gut aufgenommen“. Laut Rudolf Schenker sah man keinen Grund, diesen Song nicht auch noch als im Studio aufgenommene Version zu veröffentlichen.
- Catch Your Luck and Play entstand laut Schenker in den Jahren 1986/1987, als die Band an Savage Amusement gearbeitet hat, damals noch unter dem Titel Bite of the Snake. Das Lied wurde für diese Version etwas verändert, und fand damals nur aufgrund des klanglichen und musikalischen Unterschiedes zum Rest des Songmaterials nicht den Weg auf das entsprechende Album.
- Rollin' Home wurde sowohl von Rudolf Schenker als auch von Jabs als eher Scorpions-untypischer Song beschrieben. Thematisch geht er zurück in das Jahr 1972, als die Band einen neuen Schlagzeuger hatte, Joe Wyman, und die Band mit einem „hoffnungslos überladenen Möbelwagen“ einen Unfall hatte, aber mit „einem blauen Auge davon gekommen“ ist; der Bus „war Totalschaden, und auch der Drummer ging verloren,“ sagte Meine. Laut Jabs hat das Lied ein bisschen was von „We will rock you“.
- Hard Rockin' the Place stammt als unveröffentlichtes Lied aus den 1980er Jahren.
- Eye of the Storm stammt auch als unveröffentlichtes Lied aus den 1990er Jahren und handelt vom „Postkartenschreiben nach einer langen Tour.“
- The Scratch kam als „letzter Song auf die Platte“ und erinnert laut Meine „an die großen Jazz-Bands und Orchester“. Jabs bezeichnete ihn „für alle Gitarrenliebhaber als das Highlight auf dem Album“.
- Gypsy Life stammt von 1999 und handelt vom Zigeunerleben während einer Tour.

Bonustracks:
- The World We Used to Know schrieb Meine 2014 als politischen Song, der „all die Ereignisse zwischen dem Krieg im Gazastreifen und der Konfrontation in der Ukraine“ verarbeitet und für eine friedlichere Zukunft wirbt.
- Dancing with the Moonlight wurde ebenfalls 2013 beim MTV-Unplugged-Konzert das erste Mal vorgestellt und findet sich nun in einer „Rockversion“ auf diesem Album wieder. Es handelt von einem „Sturzflug durch die Wolken“ auf dem Weg mit Kingdom Come und Alice Cooper nach Wladiwostok während einer Festivaltour (doch das Reiseziel war vorerst ein anderes…). Und der „Flieger hat mit dem Mond getanzt“, erklärte Meine.
- When the Truth Is a Lie wurde von Rudolf Schenker als „rockig und schmutzig“ beschrieben und mit älteren, etwas härteren Songs der Vergangenheit wie Animal Magnetism (1980) und China White (1982) verglichen.
- Who We Are ist eine kleine akustische Liebesballade.

Zusatzlieder:
- Delirious wurde laut Schenker 1984/1985 komponiert und etwas inspiriert durch Led Zeppelins Physical Graffiti (1975).
- One and One Is Three ist als letzter Song auf das Album gekommen. „Es geht darum, dass man eigentlich alles machen kann, wenn man daran glaubt – man kann Berge versetzen“, sagte Schenker.
- Crazy Ride verarbeitet die Scorpions-Geschichte, die von Schenker und Meine zusammenfassend als „verrückte Reise“ resümiert wird.

## Titelliste

### Standard und Vinyl Edition (2015)
Die Standard Edition (CD) und die Vinyl Edition (LP) enthalten jeweils 12 Lieder [Laufzeit: 47:46;EAN: 88843019272 (CD), 88875059121 (LP)]:
1. Going Out with a Bang (Hansen, Meine, Anderson, Hansen) – 3:47
2. We Built This House (Hansen, Meine, Anderson, Hansen) – 3:54
3. Rock My Car (Meine, Schenker) – 3:21
4. House of Cards (Meine, Schenker) – 5:05
5. All for One (Meine, Anderson, Hansen) – 2:58
6. Rock ’n’ Roll Band (Meine) – 3:55
7. Catch Your Luck and Play (Meine, Anderson, Hansen, Schenker) – 3:34
8. Rollin' Home (Andersson, Hansen, Meine) – 4:03
9. Hard Rockin' the Place (Meine, Schenker) – 4:07
10. Eye of the Storm (Meine, Anderson, Hansen) – 4:28
11. The Scratch (Anderson, Hansen) – 3:42
12. Gypsy Life (Meine, Schenker) – 4:52

### Deluxe Edition (2015)
Die Deluxe Edition (CD) enthält die Standard Edition und Bonustracks [Gesamt-Laufzeit (ohne Zusatzlieder): 01:02:20; EAN: 88875059132]:
12 Lieder der Standard Edition (Laufzeit: 47:46)
4 Bonustracks (Laufzeit: 14:34):
1. The World We Used to Know (Meine) – 3:51
2. Dancing with the Moonlight (Jabs, Meine) – 3:42
3. When the Truth Is a Lie (Jabs, Anderson, Hansen, Jabs) – 4:27
4. Who We Are (Meine) – 2:33

Zusatzlieder aus Spezialausgaben der Deluxe Edition (Länge: 11:43):
- Delirious (Schenker, Meine) – 2:58 (iTunes Edition)
- One and One Is Three (Schenker, Anderson, Hansen, Gauntlett, Anderson, Hansen) – 4:22 (Media Markt/Saturn Edition)
- Crazy Ride (Schenker, Meine) – 4:23 (Müller Edition)

### Collector’s Box (2015)
Die limitierte 50th Anniversary Collector’s Box (CD, DVD und Fanartikel) enthält (EAN: 0888750591326):
Musik und Interviews (Gesamt-Laufzeit: 3:54:13):
– 16 Lieder der Deluxe Edition im Ecolbook ohne die 3 Zusatzlieder aus deren Spezialausgaben (Laufzeit: 01:02:20)
– Picture Vinyl Single (Laufzeit: 00:08:21)
– Schwarzes USB-Stick-Schlüsselband mit Fan Pass (mit MP3-Album-Version; Laufzeit: 00:47:46)
– Since 1965 – 2CD-Hörbuch im Digisleeve mit Interviews (Laufzeit: 1:55:46)
Sonstiges:
– Return-to-Forever-T-Shirt (Schwarz, Größe L)
– Handsignierte Autogrammkarte
Disk 1
16 Lieder der Deluxe Edition (Laufzeit: 1:02:20)
Disk 2
CD-Hörbuch – Interviews, Teil 1 (Laufzeit: 1:07:32):
1. Rudolf about founding the band in 1965 – 8:36
2. Klaus about the Scorpions’ early years – 2:37
3. Klaus about band life in the early ’70s – 5:26
4. Rudolf about the albums in the ’70s – 5:15
5. Klaus about lineup changes in 1978 – 0:28
6. Matthias about his passion for music and joining the band in 1978 – 2:17
7. Klaus about first musical steps abroad – 2:52
8. Matthias about worldwide success – 1:19
9. Klaus about success in the Us – 2:10
10. Klaus about concerts in the USSR and ‘Wind of Change’ – 8:08
11. Matthias about ‘Still Loving You’ – 0:36
12. Klaus about his passion for music and the last five years on the road – 12:44
13. Rudolf about the creation of the new album and 50th band anniversary – 3:04
14. Klaus about the new album – 7:30
15. Matthias about ‘Return to Forever’ – 1:48
16. Klaus about the future – 2:42

Disk 3
CD-Hörbuch – Interviews, Teil 2 (Laufzeit: 48:14):
1. Rudolf über die Bandgründung im Jahr 1965 – 6:19
2. Rudolf über den Bandnamen „Scorpions“ – 0:38
3. Klaus über seinen Bandeinstieg im Jahr 1969 – 2:36
4. Rudolf über die Alben der 70er – 8:02
5. Matthias über seine Musikbegeisterung, den Bandeinstieg und den Sommer 1978 – 5:53
6. Rudolf über neue musikalische Herausforderungen und den Erfolg in Amerika in den 80ern – 1:44
7. Klaus über den Rock-'N'-Roll-Traum einer internationalen Karriere – 0:57
8. Matthias über weltweiten Erfolg – 0:47
9. Klaus über Konzerte in der UdSSR – 3:50
10. Rudolf über Love, Peace & Rock 'N' Roll – 1:21
11. Matthias über „Still Loving You“ – 0:49
12. Klaus über „Wind of Change“ – 4:12
13. Klaus über Akustik- und Unplugged-Projekte – 4:31
14. Rudolf über die Entstehung des neuen Albums und 50 Jahre Scorpions – 2:15
15. Klaus über das neue Album – 1:20
16. Matthias über „Return to Forever“ – 1:21
17. Klaus über erreichte Ziele und die Zukunft – 1:39

Disk 4
Vinyl-Single (Laufzeit: 8:21):
1. We Built This House (Single Edit) – 3:53
2. House of Cards (Single Edit) – 4:28

Disk 5
USB-Stick mit MP3-Album-Version der Standard Edition (Laufzeit: 47:01)

### Tour Edition (2016)
Die Tour Edition (1 Studio-CD und 2 Live-DVDs) enthält (Gesamt-Laufzeit: 7:03:05; EAN: 888751932920):
CD
12 Lieder der Standard Edition mit 4 Bonustracks der Deluxe Edition und 3 Zusatzliedern aus deren Spezialausgaben (Letztere 3 aber in etwas anderer Reihenfolge; 19 Lieder; Laufzeit: 1:13:15)
DVDs
2 Konzertmitschnitte, Video-Dokumentationen, Musik- und Lyrik-Videos sowie Interviews:
| DVD 1 (Gesamt-Laufzeit: 3:00:22) Live in Brooklyn (Barclays Center, New York City, USA, 12. September 2015) Konzert (Laufzeit: 1:41:10) 1. Going Out with a Bang – 4:23 2. Make It Real – 3:59 3. The Zoo – 6:03 4. Coast to Coast – 6:47 5. 70’s Medley: – 8:46 – Top of the Bill – Steamrock Fever – Speedy’s Coming – Catch Your Train 6. We Built This House – 3:53 7. Delicate Dance – 5:42 8. 70’s Medley: – 8:57 – Delicate Dance – Always Somewhere – Eye of the Storm – Send Me An Angel 9. Wind of Change – 5:33 10. Rock ’n’ Roll Band – 4:09 11. Dynamite – 3:56 12. In the Line of Fire – 1:11 13. Kottack Attack – 6:14 14. Blackout – 5:16 15. No One like You – 4:44 16. Big City Nights – 9:12 17. Still Loving You – 6:34 18. Rock You like a Hurricane – 5:51 Documentary Video: 1. On the Road in America – 14:56 Music Videos: 1. We Built This House – 3:54 2. Going Out with a Bang – 3:47 Lyric Videos: 1. We Built This House – 3:57 2. Eye of the Storm – 3:23 Track-By-Track Interview: 1. Return to Forever (englisch) – 22:48 2. Return to Forever (deutsch) – 26:27 | DVD 2 (Gesamt-Laufzeit: 2:49:28) Live at Hellfest (Freiluftkonzert in Clisson, Frankreich, 20. Juni 2015) Konzert (Laufzeit: 1:37:28) 1. Going Out with a Bang – 4:20 2. Make It Real – 4:00 3. The Zoo – 5:49 4. Coast to Coast – 6:25 5. 70’s Medley: – 8:17 – Top of the Bill – Steamrock Fever – Speedy’s Coming – Catch Your Train 6. We Built This House – 3:49 7. Delicate Dance (Matthias Solo) – 5:31 8. 70's Medley: – 9:03 – Delicate Dance – Always Somewhere – Eye of the Storm – Send Me An Angel 9. Wind of Change – 5:30 10. Big City Nights – 5:30 11. Dynamite – 3:52 12. In the Line of Fire – 1:10 13. Kottack Attack – 5:17 14. Crazy World – 4:24 15. Rock ’n’ Roll Band – 4:01 16. Blackout – 6:48 17. Still Loving You – 6:36 18. Rock You like a Hurricane – 7:06 Generic Interviews 1. Return to Forever (englisch) – 31:22 2. Return to Forever (deutsch) – 40:38 |

## Kommerzieller Erfolg

### Chartplatzierungen
Das Album Return to Forever verkaufte sich gut in Deutschland und in der Schweiz, wo es jeweils auf den 2. Platz der Charts kletterte. In den USA erreichte es neben dem 65. Platz in den Billboard 200 den 7. Platz in den Top Hard Rock Albums und den 11. Platz in den Top Rock Albums.
| ChartsChartplatzierungen       | Höchstplatzierung | Wochen |
| ------------------------------ | ----------------- | ------ |
| Deutschland (GfK)              | 2 (15 Wo.)        | 15     |
| Österreich (Ö3)                | 11 (3 Wo.)        | 3      |
| Schweiz (IFPI)                 | 2 (15 Wo.)        | 15     |
| Vereinigte Staaten (Billboard) | 65 (1 Wo.)        | 1      |
| Vereinigtes Königreich (OCC)   | 31 (1 Wo.)        | 1      |

| ChartsJahrescharts (2015) | Platzierung |
| ------------------------- | ----------- |
| Deutschland (GfK)         | 95          |

### Auszeichnungen für Musikverkäufe
| Land/Region       | Auszeichnungen für Musikverkäufe (Land/Region, Auszeichnung, Verkäufe) | Verkäufe |
| ----------------- | ---------------------------------------------------------------------- | -------- |
| Frankreich (SNEP) | Gold                                                                   | 50.000   |
| Polen (ZPAV)      | Gold                                                                   | 10.000   |
| Russland (NFPF)   | Platin                                                                 | 10.000   |
| Insgesamt         | 2× Gold · 1× Platin ·                                                  | 70.000   |

Hauptartikel: Scorpions/Auszeichnungen für Musikverkäufe